# Campo do Meio
Campo do Meio is een gemeente in de Braziliaanse deelstaat Minas Gerais. De gemeente telt 11.871 inwoners (schatting 2009).

## Aangrenzende gemeenten
De gemeente grenst aan Alfenas, Boa Esperança, Campos Gerais en Carmo do Rio Claro.